# Rhipidomys tenuicauda
Rhipidomys tenuicauda (J. A. Allen, 1899) è un roditore della famiglia dei Cricetidi endemico del Venezuela.

## Descrizione

### Dimensioni
Roditore di piccole dimensioni, con la lunghezza della testa e del corpo tra 109 e 128 mm, la lunghezza della coda il 115-140% della lunghezza del resto del corpo e la lunghezza del piede tra 23 e 27 mm.

### Aspetto
La pelliccia è lunga e soffice. Le parti dorsali sono bruno-arancioni brillanti, talvolta con dei riflessi castani, mentre le parti ventrali sono color crema con la base dei peli grigio scura. Le orecchie sono marroni e cosparse di pochi peli. I piedi sono relativamente piccoli e sottili con una macchia dorsale scura che si estende fino alla base delle dita le quali sono bordate di giallastro. La coda è più lunga della testa e del corpo, è uniformemente marrone scura e termina con un ciuffo di lunghi peli.

## Biologia

### Comportamento
È una specie arboricola.

### Alimentazione
Si nutre di semi.

### Riproduzione
Femmine gravide con 4-5 embrioni sono state catturate tra giugno e luglio.

## Distribuzione e habitat
Questa specie è conosciuta soltanto nel Venezuela nord-orientale.
Vive nelle foreste umide tra 945 e 2.200 metri di altitudine.

## Conservazione
Questa specie è considerata dalla IUCN sinonimo di R.fulviventer.